# Kempe-Gletscher
Der Kempe-Gletscher ist ein kurzer Gletscher im ostantarktischen Viktorialand. In der Royal Society Range liegt er zwischen dem Dismal Ridge im Norden und einem Gebirgskamm zwischen Mount Kempe und Mount Dromedary im Süden. Gespeist von den Firnfeldern an den nördlichen Hängen des Mount Kempe fließt er in nordöstlicher Richtung zum Roaring Valley.
Teilnehmer einer von 1960 bis 1961 durchgeführten Kampagne im Rahmen der neuseeländischen Victoria University’s Antarctic Expeditions benannten ihn in Anlehnung an die Benennung des Mount Kempe. Dessen Namensgeber ist der britische Mathematiker Alfred Kempe (1849–1922), Schatzmeister der Royal Society.